# مفاعل الماء المغلي الاقتصادي

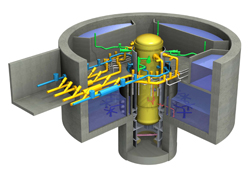
تصميم المفاعل

مفاعل الماء المغلي الاقتصادي (ESBWR) هو عبارة عن مفاعل حيث تم تصميمه بواسطة مفاعل آمن من نوع الجيل الثالث.

## التصميم
هو مفاعل تم اشتقاقه من المفاعلات السابقه وهما مفاعل الماء المغلي المبسط (SBWR) ومن مفاعل الماء المغلي المتقدم (ABWR) تم تصاميمه من قبل شركة جنرال اليكتريك وهي تستند إلى تصميمات سابقة لمفاعل الماء المغلي.

## نظام الأمان السلبي
تعمل أنظمة الأمان السلبية في المفاعل دون استخدام أي مضخات مما يؤدي إلى زيادة سلامة التصميم والموثوقية مع تقليل التكلفة الإجمالية للمفاعل في نفس الوقت. كما أنه يستخدم الدورة الطبيعية لدفع تدفق المبرد داخل وعاء ضغط المفاعل للحفاظ على الأمان ويحول دون وقوع خسائر كبيرة مثل انقطاع خط إعادة التدوير. 
لا توجد مضخات للدوران أو أنابيب مرتبطة أو إمدادات طاقة أو مبادلات حرارية أو أجهزة أو ضوابط مطلوبة لهذه الأنظمة.
تشتمل أنظمة السلامة السلبية على مجموعة من ثلاثة أنظمة تسمح بالنقل الفعال للحرارة المتحللة (الناتجة عن الاضمحلال النووي) من المفاعل إلى برك المياه الخارجة على الاحتواء ونظام مكثف العزل ونظام التبريد المدفوع بالجاذبية والاحتواء السلبي لنظام التبريد.
تستخدم هذه الأنظمة الدورة الطبيعية القائمة على أساس قوانين بسيطة في الفيزياء لنقل التسخين الخارجي للحرارة مع الحفاظ على مستويات المياه داخل المفاعل مع الحفاظ على الوقود النووي المغمور بالماء وتبريده بشكل كاف.
في الحالات التي تظل فيها حدود ضغط مفاعلات المفاعل سليمة يتم استخدام نظام مكثف العزل لإزالة الحرارة المتحللة من المفاعل ونقله خارج الاحتواء. 
نظام مكثف العزل هو عبارة عن نظام حلقي مغلق يربط وعاء ضغط المفاعل بمبادل حراري يقع في الارتفاع العلوي لمبنى المفاعل. يترك البخار المفاعل من خلال أنابيب نظام مكثف العزل ويذهب إلى المبادلات الحرارية المغمورة في بركة كبيرة. يتم تكثيف البخار في المبادلات الحرارية والمكثفات الأكثر كثافة ثم يتدفق إلى الأسفل إلى المفاعل لإكمال حلقة التبريد. يتم تدوير سائل التبريد بالمفاعل من خلال مسار التدفق لتوفير التبريد المستمر وإضافة الماء إلى قلب المفاعل.
في الحالات التي لا تبقى فيها حدود ضغط مفاعلات المفاعل سليمة يتم فقدان مخزون المياه في قلب المفاعل ويقوم نظام تبريد الاحتواء السلبي ونظام التبريد المدفوع بالجاذبية في تناسق للحفاظ على مستوى المياه في قلب المفاعل وإزالة الحرارة من المفاعل.